# 문배철강
문배철강(Moonbae Steel Co. Ltd.)은 대한민국의 기업이다. 본사는 서울특별시 동작구 동작대로 35에 위치해 있으며 대표이사는 이창환이다. 2024년에 5억 규모의 자사주를 취득하였다. 

## 같이 보기
- NI스틸

## 참고 문헌
1. ↑  문배철강, 시황 악화에 영업익 적자전환, 스틸데일리2024.02.05
2. ↑  문배철강 "대표이사 배종민 → 이창환 변경", 스틸프라이스
3. ↑  문배철강, 5억 규모 자사주 취득 결정, 페로타임즈, 2024.02.05